# Prozessionsaltar (Oberthulba, Marktplatz)

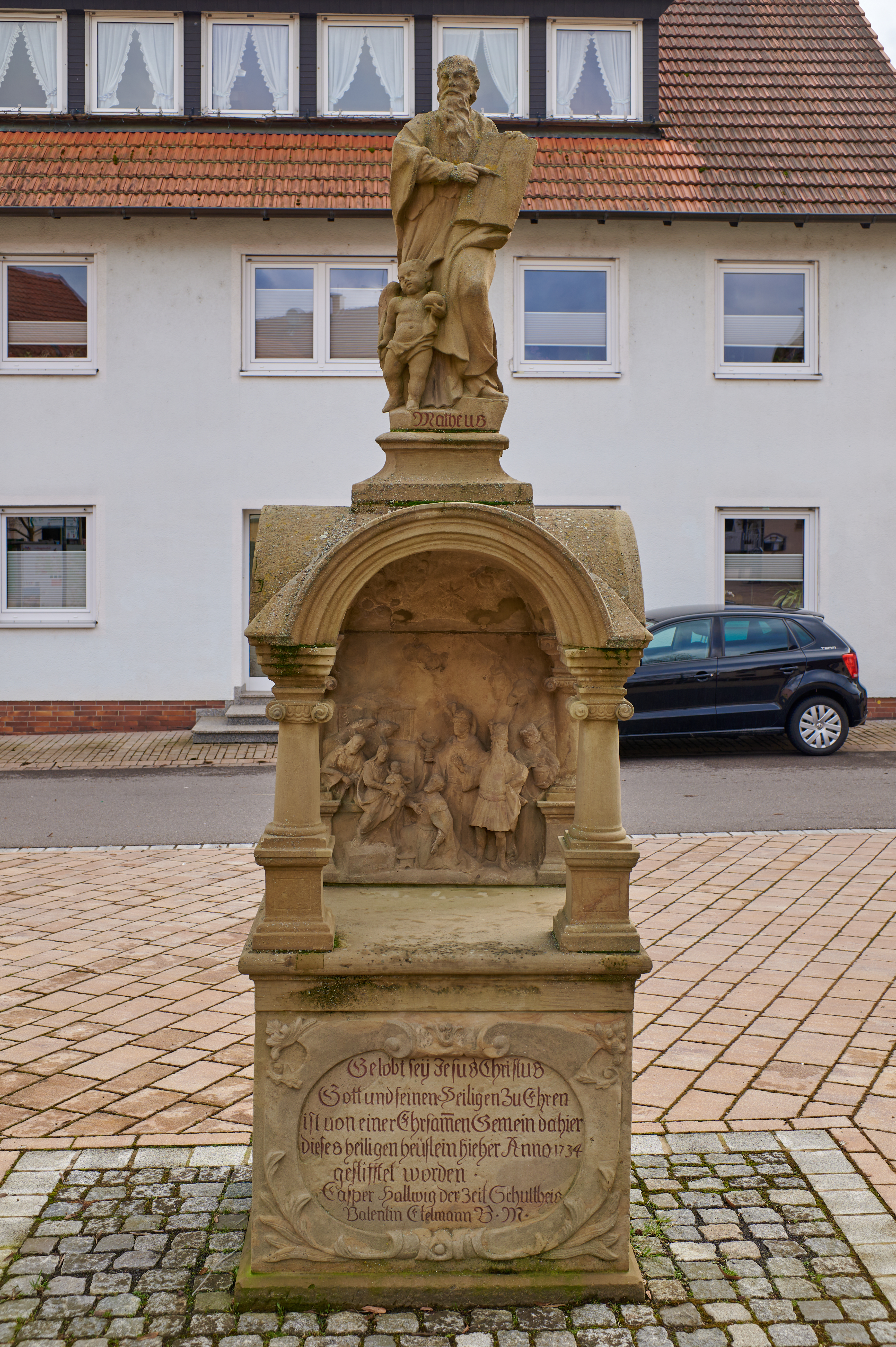
Prozessionsaltar in der Hinteren Torstraße in Oberthulba.

Der Prozessionsaltar am Marktplatz befindet sich in Oberthulba, einem Markt im unterfränkischen Landkreis Bad Kissingen in Bayern am Marktplatz des Ortes.
Er gehört zu den Baudenkmälern in Oberthulba und ist unter der Nummer D-6-72-139-7 in der Bayerischen Denkmalliste registriert.

## Beschreibung
Der 250 cm hohe Prozessionsaltar besteht aus gelbem Sandstein und entstand im Jahr 1734.
Der Sockel hat die Abmessungen 80 cm × 60 cm × 60 cm. Die Maße des Aufbaus betragen 110 cm × 96 cm × 87 cm. Das Halbrelief zeigt die Anbetung Jesu durch die Heiligen Drei Könige. Auf der Rundbogenbedachung befindet sich die Bekrönungsfigur des Evangelisten (und Apostels) Matthäus.
In der Blende befindet sich folgende Inschrift:

„GELOBT SEY JESUS CHRISTUS

GOTT UND SEINEN HEILIGEN ZU EHREN

IST VON EINER EHRSAMEN GEMEIN DAHIER

DIESES HEUSLEIN HIEHER

GESTIFFTET WORDEN. ANNO 1734

CASPAR HALLWIG; DERZEIT SCHULTHEIß, – VALENTIN ELDMANN B.M.“